# Olympic Gymnastics Arena
A Olympic Gymnastics Arena (hangul: 올림픽체조경기장; hanja: 奧林匹克體操競技場, também conhecida como Olympic Gymnastics Hall) é uma arena localizada dentro do Parque Olímpico de Seul, em Bangi-dong, Songpa-gu, Coreia do Sul. Foi construída entre 31 de agosto de 1984 a 30 de abril de 1986, com capacidade para 15.000 pessoas,para sediar as competições de ginástica dos Jogos Olímpicos de Verão de 1988. Seu telhado foi projetado por David H. Geiger. É uma cúpula auto-sustentável por cabo (o primeiro de seu tipo já construído), revestido com quatro camadas de tecido.
Desde os Jogos Olímpicos, a arena já recebeu uma variedade de eventos, sendo principalmente um local de apresentações para os artistas sul-coreanos e também internacionais.

## Eventos notáveis
2004–2008
- 1st Asia Song Festival, organizado pelo Korea Foundation For International Culture Exchange (KOFICE) em 2004
- Shinhwa: State of the Art Tour 2006 – 13 e 14 de maio de 2006[3]
- BIGBANG: The R.E.A.L – 30 de dezembro de 2006
- Christina Aguilera: Back to Basics Tour – 23 e 24 de junho de 2007. Ato de abertura: Ivy (dia 1) e Lee Min-woo (dia 2)[4]
- SMTOWN: 2007 SMTown Summer Concert – 30 de junho – 01 de junho de 2007
- BIGBANG: The G.R.E.A.T – 28, 29 e 30 de dezembro de 2007
- Beyoncé: The Beyoncé Experience – 09 e 10 de novembro de 2007
- Céline Dion: Taking Chances Tour – 18 e 19 de março de 2008.
- Shinhwa: Shinhwa Must Go On: 10th Anniversary Live in Seoul - 29 e 30 de março de 2008

2009
- BIGBANG: BIG SHOW 2009 – 30, 31 de janeiro e 1 de fevereiro
- TVXQ: MIROTIC Tour – 20, 21 e 22 de fevereiro
- Lady Gaga: The Fame Ball Tour – 09 de agosto
- Rain: The Legend of Rainism – 09 e 10 de outubro[5]
- Beyoncé: I Am... World Tour – 20 e 21 de outubro
- G-Dragon: Shine A Light Concert – 05 e 06 de dezembro

2010
- BIGBANG: BIG SHOW 2010 – 29, 30 e 31 de janeiro
- Whitney Houston: Nothing But Love World Tour – 06 e 07 de fevereiro
- SS501: Persona – 27 de fevereiro
- 2PM: Don't Stop Can't Stop – 31 de julho e 01 de agosto
- Super Junior: Super Show 3 – 14 e 15 de agosto[6]
- Junsu: Kim Junsu Musical Concert, Levay with Friends – 07, 08, 09 e 10 de outubro
- Lee Seung-gi: Hope Concert – 21 de novembro

2011
- SHINee: SHINee WORLD I – 01 e 02 de janeiro[7]
- Taylor Swift: Speak Now World Tour – 11 de fevereiro
- BIGBANG: BIG SHOW 2011 – 25, 26 e 27 de fevereiro
- Girls' Generation: 2011 Girls' Generation Tour – 23 e 24 de julho
- Linkin Park: A Thousand Suns World Tour – 08 de setembro
- Super Junior: Super Show 4 World Tour – 19 e 20 de novembro
- YG Family: YG Family Concert – 03 e 04 de dezembro[8]
- Lee Seung-gi: Hope Concert 2011 – 10 e 11 de dezembro

2012
- 21st Seoul Music Awards – 19 de janeiro[9]
- Beast: Beautiful Show – 04 e 05 de fevereiro
- INFINITE: Second Invasion 1st Concert in Korea – 11 e 12 de fevereiro
- KARA: KARASIA – 18 e 19 de fevereiro
- BIGBANG: Alive Galaxy Tour – 02, 03 e 04 de março
- Shinhwa: 2012 Shinhwa Grand Tour in Seoul: The Return – 24 e 25 de março
- INFINITE: Second Invasion Evolution: An Encore Concert – 01 de abril
- Super Junior: Super Show 4 World Tour" Encore – 26 e 27 de maio
- SHINee: SHINee WORLD II – 21 e 22 de julho
- 2NE1: New Evolution World Tour – 28 e 29 de julho[10]
- TVXQ: Catch Me World Tour – 17 e 18 de novembro
- Lee Seung-gi: Hope Concert 2012 – 01 e 02 de dezembro

2013
- BIGBANG: Alive Galaxy Tour – 25, 26 e 27 de janeiro[11]
- 10cm: Fine Thank You and You? – 23 de fevereiro
- INFINITE: 2013 Infinite Rally – 01 de março
- Shinhwa: 2013 Shinhwa 15th Anniversary Concert: The Legend Continues – 16 e 17 de março
- Super Junior: Super Show 5 World Tour – 23 e 24 de março
- G-Dragon: 2013 G-Dragon World Tour – 30 e 31 de março[12]
- Girls' Generation: Girls & Peace World Tour – 08 e 09 de junho
- Beast: 2013 Beautiful Show - 20 e 21 de julho
- Shinhwa: 2013 Shinhwa Grand Tour in Seoul: The Classic – 03 e 04 de agosto (apresentações finais)
- INFINITE: ONE GREAT STEP World Tour – 09 e 10 de agosto[13][14]
- G-Dragon: G-Dragon World Tour – 31 de agosto e 01 de setembro
- VIXX: The Milky Way Global Showcase Finale In Seoul – 17 de novembro
- Lee Seung-gi: Hope Concert 2013 – 30 de novembro e 01 de dezembro

2014
- BIGBANG: BIGBANG+α in Seoul 2014 – 24, 25 e 26 de janeiro
- 3rd Gaon Chart K-Pop Awards – 12 de fevereiro
- INFINITE: ONE GREAT STEP WORLD TOUR RETURNS – 28 de fevereiro e 01 de março
- SHINee:  SHINee WORLD III – 08 e 09 de março[15]
- Shinhwa: 2014 Shinhwa 16th Anniversary concert – HERE – 22 e 23 de março
- EXO: EXO FROM. EXOPLANET #1 – THE LOST PLANET  – 23, 24 e 25 de maio[16]
- Beast: 2014 Beautiful Show - 16 e 17 de agosto
- 2014 League of Legends World Championship Semifinals – 11 e 12 de outubro
- Celine Dion: Asia Tour – 07 de novembro
- 6th Melon Music Awards – 13 de novembro
- TVXQ: T1STORY SPECIAL LIVE TOUR – 06 e 07 de dezembro

2015
- 24th Seoul Music Awards – 22 de janeiro[17]
- 4th Gaon Chart K-Pop Awards – 28 de janeiro
- WINNER: Worldwide Inner Circle Conference WWIC 2015 – 31 de janeiro
- Park Hyo-shin: SO HAPPY TOGETHER – 15TH ANNIVERSARY LIVE TOUR – 14 e 15 de fevereiro
- INFINITE: 2015 Infinite Rally 2 – 28 de fevereiro e 01 de março
- EXO: EXO PLANET #2 – The EXO'luXion – 7, 8, 13, 14 e 15 de março
- Shinhwa: WE - 17th Anniversary Concert – 21 e 22 de março
- VIXX: LIVE FANTASIA 'UTOPIA' – 28 e 29 de março
- BIGBANG: MADE World Tour – 25 e 26 de abril
- SHINee: SHINee World IV – 15, 16 e 17 de maio
- TVXQ: T1STORY SPECIAL LIVE TOUR Seoul Encore – 13 e 14 de junho
- 2PM: House Party – 27 e 28 de junho
- Super Junior: Super Show 6 Seoul Encore – 11 e 12 de julho
- INFINITE:  2015 Infinite 2nd World Tour – INFINITE EFFECT  – 08 e 09 de agosto
- Beast: 2015 Beautiful Show – 29 e 30 de agosto[18][19]
- iKON: Debut Concert - SHOWTIME – 03 de outubro
- 7th Melon Music Awards – 07 de novembro
- Girls' Generation: Girls' Generation's Phantasia – 21 e 22 de novembro
- g.o.d: god 2015 concert – 16, 17, 18, 19 e 20 de dezembro

2016
- 25th Seoul Music Awards – 14 de janeiro
- iKON: iKONCERT 2016: Showtime Tour – 30 e 31 de janeiro
- BIGBANG: MADE World Tour Final – 04, 05 e 06 de março
- WINNER: EXIT Tour In Seoul – 12 e 13 de março
- EXO: EXO PLANET #2 – The EXO'luXion – 18, 19 e 20 de março
- Shinhwa: HERO – 18th Anniversary Concert – 26 e 27 de março
- Block B: 2016 Live "Blockbuster" – 02 e 03 de abril
- BTS: The Most Beautiful Moment in Life: Young Forever – 07 e 08 de maio
- Junsu: 5th Asia Tour Concert in Seoul: XIGNATURE – 11 e 12 de junho
- VIXX: VIXXCHOOL - ST★RLIGHT 3rd Fan meeting – 19 de junho
- VIXX: LIVE FANTASIA 'ELYSIUM' – 13 e 14 de agosto

## Artistas internacionais

### Japão
- Chage & Aska
- L'Arc~en~Ciel
- X Japan
- KAT-TUN
- Kyary Pamyu Pamyu
- AKB48
- Ayumi Hamasaki
- Berryz Kobo
- °C-ute
- ClariS
- Depapepe
- T-Square
- Arashi

### De outras localidades
| - Backstreet Boys - Jeff Beck - Beyoncé - Bon Jovi - Bruno Mars - Sarah Brightman - Mariah Carey - Eric Clapton - Carly Rae Jepsen - Kelly Clarkson - Def Leppard - Duran Duran: Red Carpet Massacre Tour – 17 de abril de 2008 - Celine Dion – 21 de fevereiro de 1997 / 18 e 19 de março de 2008 - Dream Theater – 19 de abril de 2012 - Bob Dylan - The Eagles: Long Road Out of Eden Tour – 15 de março de 2011 - Paul Gilbert - Green Day - Guns N' Roses - Whitney Houston - In Flames - Iron Maiden - Billy Joel: Billy Joel Live in Seoul 2008 – 15 de novembro de 2008 - Elton John: 40th Anniversary of the Rocket Man – 27 de novembro de 2012 - Linkin Park | - Yngwie Malmsteen - Marilyn Manson - Megadeth - Metallica - Mr. Big - Muse - Oasis - Pantera - Judas Priest - Rage Against the Machine - Red Hot Chili Peppers - Carlos Santana: 09 de março de 2011 - Scorpions - Sigur Rós: Sigur Rós World Tour 2013 – 19 May 201 - Skid Row - Slayer - Sting: Back to Bass Tour – 05 de dezembro de 2012 - Stryper - Steve Vai - Taylor Swift - Lenka - The Presets - Northlane - Nazxul - Europe |

## Outros eventos
- 27 de setembro de 2008: K-1 World Grand Prix 2008 in Seoul Final 16, uma competição de artes marciais
- 11–12 de outubro de 2014: 2014 Season League of Legends World Championship
- 28 de novembro de 2015: UFC Fight Night 79